# Onomix
Onomix und Onomix Unmixed sind das dritte und vierte eigenständige Remixalbum von Yoko Ono. Gleichzeitig sind sie einschließlich der drei Avantgarde-Alben sowie Some Time in New York City, Double Fantasy, Milk and Honey und zweier Interviewalben mit ihrem Ehemann John Lennon, zweier Kompilationsalben und des Live-Albums der Plastic Ono Band das insgesamt fünfundzwanzigste und sechsundzwanzigste Album Yoko Onos. Onomix wurde am 17. September 2012 und Onomix Unmixed am 2. Oktober 2012 über iTunes veröffentlicht.

## Entstehungsgeschichte

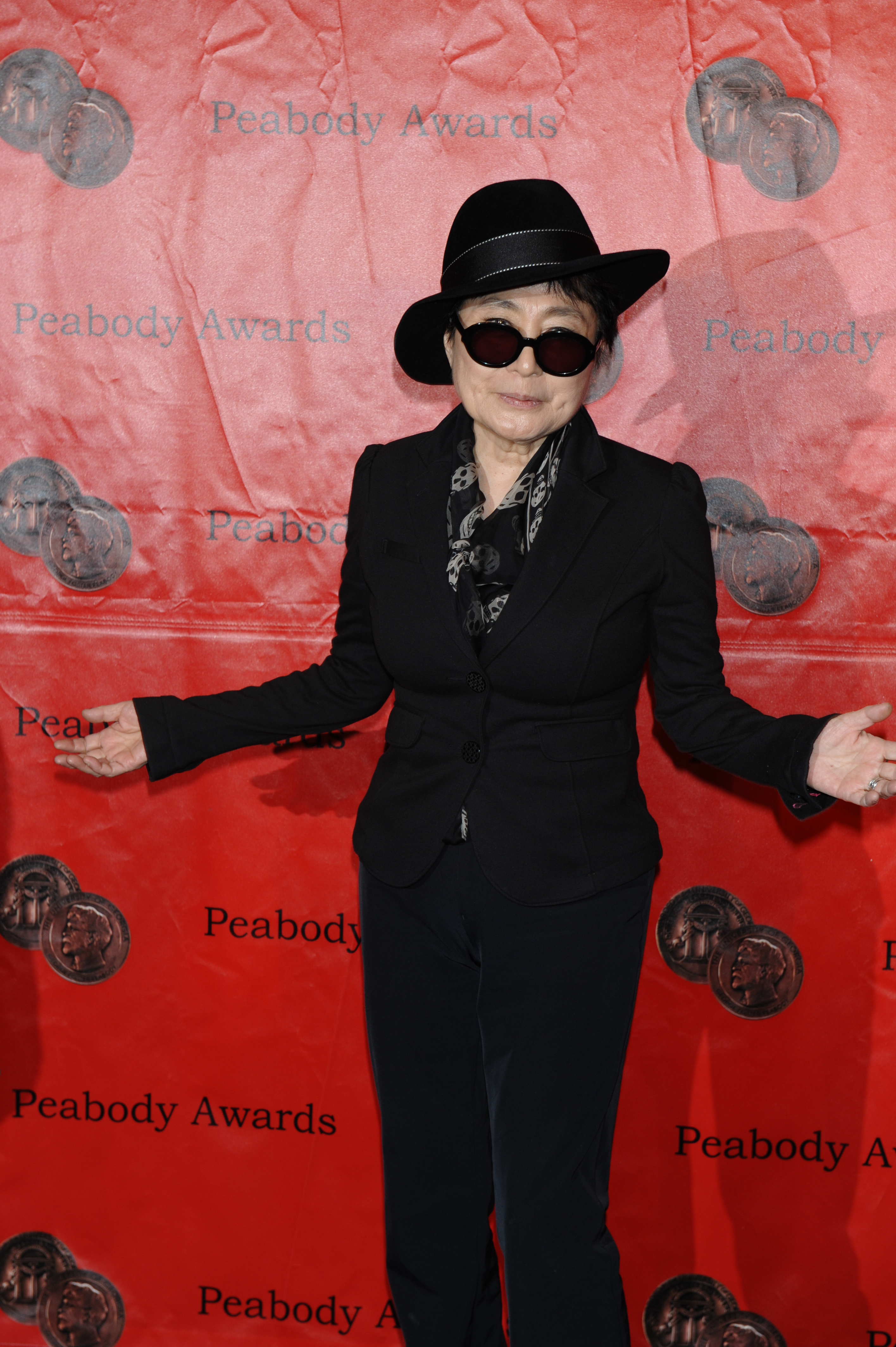
Yoko Ono, 2011

Im Jahr 1980 planten Yoko Ono und John Lennon eine Yoko Ono-EP mit dem Titel Yoko Only zu veröffentlichen, die folgende Titel enthalten sollte: Walking on Thin Ice sowie Remixe von Open Your Box, Kiss Kiss Kiss und Every Man Has a Woman Who Loves Him. Dieses Vorhaben wurde in dieser Form nicht mehr realisiert.
Ab dem Jahr 2001 mischten Remixer, so zum Beispiel Pet Shop Boys, Orange Factory, Peter Rauhofer, und Danny Tenaglia, verschiedene Lieder von Yoko Ono neu ab, wobei darauf geachtet wurde, dass die Remixe „tanzbar“ sind und in Discotheken eingesetzt werden können. Bei den Abmischungen wurde die ursprüngliche Instrumentierung oft durch Neuinstrumentierungen ergänzt oder sogar ersetzt. Der Name Yoko Ono wurde auf ONO verkürzt. Folgende Singles wurden bis zum Jahr 2012 veröffentlicht:
1. 2001: Open Your Box[1]
2. 2002: Kiss Kiss Kiss[2]
3. 2002: Yang Yang[3]
4. 2003: Walking on Thin Ice[4]
5. 2003: Will I / Fly[5]
6. 2004: Hell in Paradise[6]
7. 2004: Everyman… Everywoman…[7]
8. 2007: You’re the One[8]
9. 2007: No, No, No[9]
10. 2008: Give Peace a Chance[10]
11. 2009: I’m not Getting Enough[11]
12. 2009: Give Me Something[12]
13. 2010: Wouldnit[13]
14. 2011: Move on Fast[14]
15. 2011: Talking to the Universe[15]
16. 2012: She gets Down on Her Knees[16]
17. 2012: I’m Moving on[17]

Im April 2003 erreichte der Remix von Walking on Thin Ice die Nummer-eins-Position der Billboard's Dance/Club Play Charts der USA. Bis zum Jahr 2015 folgten zehn weitere Nummer-eins-Hits sowie fünf Top-Ten-Hits in diesen Charts.
Die Alben Onomix und Onomix Unmixed sind Kompilationsalben von bisher veröffentlichten Remixen, erstmals wurde mit Open Your Box im Februar 2007 ein Kompilationsalbum mit neuen Abmischungen veröffentlicht.

## Cover
Auf dem virtuellen Cover der Alben wurde wiederum lediglich der Name ONO erwähnt.
Es wird nicht aufgeführt, wer für die Covergestaltung verantwortlich ist.

## Titelliste
Alle Titel des Albums wurden von Yoko Ono komponiert.

### Onomix
1. Wouldnit (DTM main mix) – 6:01
2. Talking to the Universe (Ralphi Rosario vocal mix) – 5:44
3. No, No, No (Friscia & Lamboy dub) – 4:00
4. No, No, No(Alex Santer peaceful mix) – 3:44
5. You're the One (Bimbo Jones dub mix) – 6:45
6. She gets down on her Knees (Jochen Simms dub mix) – 5:30
7. Move on Fast (Timmy loop infinity dub) – 5:00
8. No, No, No (Tom Novy vocal mix) – 6:22
9. Move on Fast (Emjae dubstramental) – 6:00
10. Walking on Thin Ice (Danny Tenaglia dub mix) – 7:30
11. I'm not Getting Enough (Dave Aude club mix) – 5:10
12. Give Me Something (Alex Trax dub mix) – 4:49
13. I'm Moving on (Ralphi Rosario club mix) – 3:00
14. Wouldnit (Emjae club mix) – 5:00
15. Give Peace a Chance (DJ Meme club mix) – 4:07
16. Everyman Everywoman (Basement Jaxx night dub) – 3:33
17. No, No, No (Peter Bailey dub mix) – 6:43
18. Everyman Everywoman (DJ Vibe mix) – 5:44
19. No, No, No (Tszpun remix) – 7:31
20. Give Me Something (Roberto Rodriguez extended vocal mix) – 6:05
21. No, No, No (Eric Kupper dub) – 6:20
22. You're the One (Morel's pink noise dub) – 7:29
23. Move on Fast (Emjae underwater dub) – 5:27
24. Walking on Thin Ice (FKEK dub) – 5:12
25. She gets down on her Knees (Craven Moore beats mix) – 3:02
26. I'm not Getting Enough (Zoned out mixx) – 2:32
27. Give Peace a Chance (Kimbar vocal mix) – 6:28
28. Wouldnit (Rob Rives back 2 the factory mix) – 6:39
29. She gets down on her Knees (Rich Morel dub mix) – 4:00
30. Give Peace a Chance (Karsh Kale voices of the tribal massive mix) – 2:28

### Onomix Unmixed
1. Wouldnit (DTM Main Mix) – 6:18
2. Talking to the Universe (Ralphi Rosario Vocal Mix) – 7:35
3. No, No, No (Friscia & Lamboy Dub) – 9:04
4. Give Peace a Chance – 6:11
5. You're the One (Bimbo Jones Dub Mix) – 7:04
6. She gets down on her Knees (Jochen Simms Dub Mix) – 6:35
7. Move on Fast (Timmy Loop Infinity Dub) – 6:27
8. No, No, No (Tom Novy Vocal Mix) – 7:22
9. Move on Fast (Emjae Dubstramental) – 6:40
10. Walking on Thin Ice (Danny Tenaglia Dub Mix) – 9:12
11. I'm not Getting Enough (Dave Aude Club Mix) – 7:08
12. Give Me Something (Alex Trax Dub Mix) – 6:34
13. I'm Moving On (Ralphi Rosario Club Mix) – 7:51
14. Wouldnit (Emjae Club Mix) – 4:43
15. Give Peace a Chance (DJ Meme Club Mix) – 9:54
16. Everyman Everywoman (Basement Jaxx Night Dub) – 5:45
17. No, No, No (Peter Bailey Dub Mix) – 7:45
18. Everyman Everywoman (DJ Vibe Mix) – 8:05
19. Give Peace a Chance (Tszpun Remix) – 8:17
20. Give Me Something (Roberto Rodriguez Extended Vocal Mix) – 10:01
21. No, No, No (Eric Kupper Dub) – 8:03
22. You're the One (Morel's Pink Noise Dub) – 8:22
23. Move on Fast (Emjae Underwater Dub) – 4:53
24. Walking on Thin Ice (FKEK Dub) – 8:35
25. She gets down on her Knees (Craven Moore Beats Mix) – 5:09
26. I'm not Getting Enough (Zoned Out Mix) – 6:43
27. Give Peace a Chance (Kimbar Vocal Mix) – 8:11
28. Wouldnit (Rob Rives Back 2 the Factory Mix) – 7:16
29. She gets down on her Knees (Rich Morel Dub Mix) – 6:39
30. Give Peace a Chance (Karsh Kale Voices of the Tribal Massive Mix) – 5:55

## Chartplatzierungen
Das Album verfehlte einen Einstieg in die offiziellen Hitparaden, ebenso die Singles. Die Singles konnten sich jedoch in den Billboard Dance/Club Play Charts platzierten und erreichten dabei folgende Positionen:
| Jahr | Single                               | Billboard's Dance/Club Play Charts |
| ---- | ------------------------------------ | ---------------------------------- |
| 2001 | Open Your Box (Remixes)              | 25                                 |
| 2002 | Kiss Kiss Kiss (Remixes)             | 20                                 |
| 2002 | Yang Yang (Remixes)                  | 17                                 |
| 2003 | Walking on Thin Ice (Remixes)        | 1                                  |
| 2003 | Will I / Fly (Remixes)               | 19                                 |
| 2004 | Hell in Paradise (Remixes)           | 4                                  |
| 2004 | Everyman... Everywoman... (Remixes)  | 1                                  |
| 2007 | You're the One (Remixes)             | 2                                  |
| 2007 | No, No, No (Remixes)                 | 1                                  |
| 2008 | Give Peace a Chance (Remixes)        | 1                                  |
| 2009 | I'm Not Getting Enough (Remixes)     | 1                                  |
| 2010 | Give Me Something (Remixes)          | 1                                  |
| 2010 | Wouldnit (I'm a Star) (Remixes)      | 1                                  |
| 2011 | Move on Fast (Remixes)               | 1                                  |
| 2011 | Talking to the Universe (Remixes)    | 1                                  |
| 2012 | She Gets Down on Her Knees (Remixes) | 5                                  |
| 2012 | I'm Moving On (Remixes)              | 4                                  |